# Zatavua imerinensis
Zatavua imerinensis is een spinnensoort uit de familie trilspinnen (Pholcidae). De soort komt voor in Madagaskar.